# Hans-Jürgen Scharfenberg

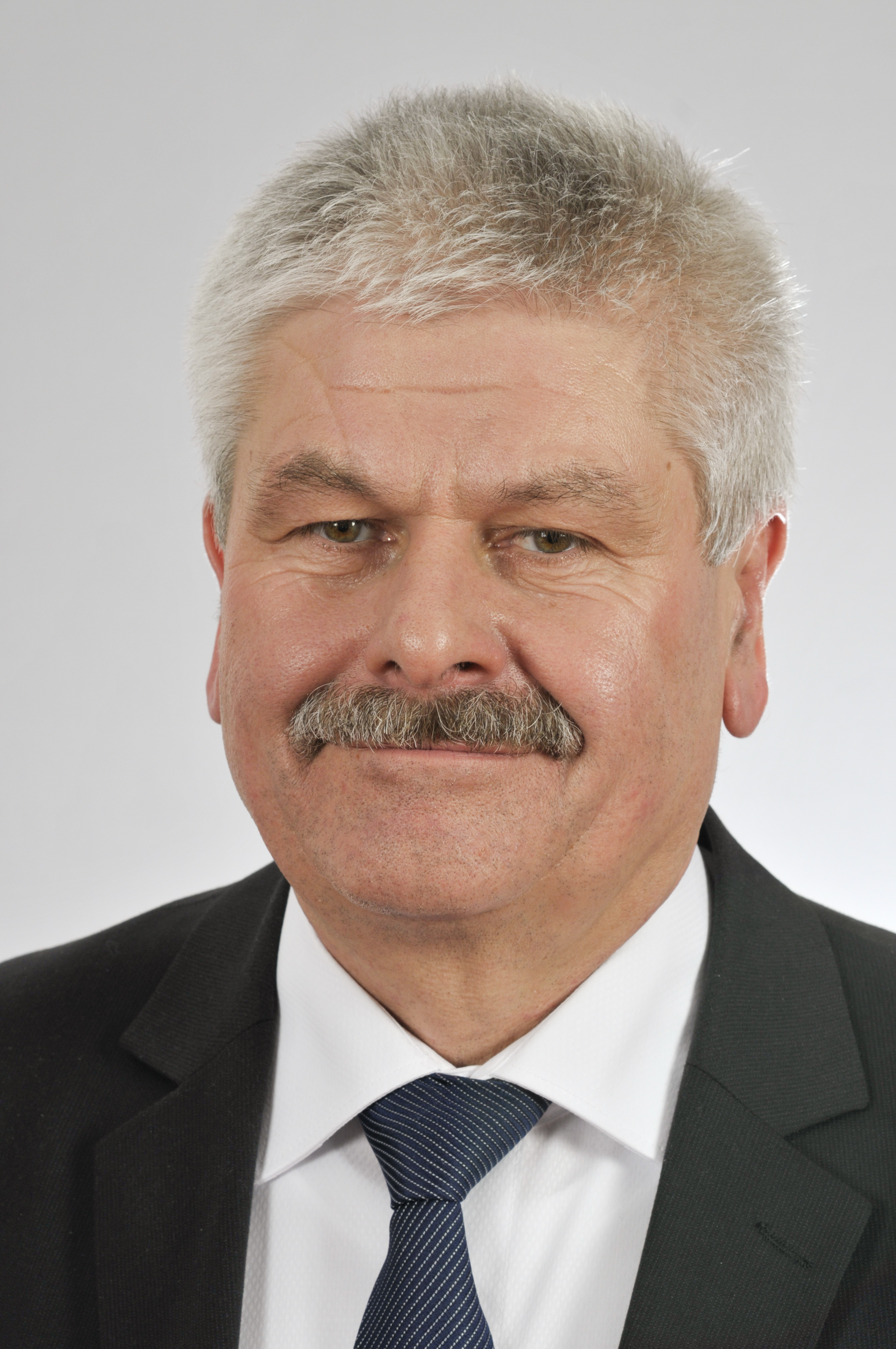
Hans-Jürgen Scharfenberg 2016

Hans-Jürgen Scharfenberg (* 9. April 1954 in Annaberg-Buchholz, Bezirk Karl-Marx-Stadt, DDR) ist ein deutscher Politiker (PDS, Die Linke, BSW). Von 2004 bis 2019 war er Mitglied des brandenburgischen Landtages.
Bis 1985 war er inoffizieller Mitarbeiter des Ministeriums für Staatssicherheit der DDR.

## Leben und Beruf
Nach dem Abitur und dem Grundwehrdienst bei der NVA absolvierte Scharfenberg von 1974 bis 1978 ein staatswissenschaftliches Hochschulstudium an der Akademie für Staats- und Rechtswissenschaften in Potsdam-Babelsberg. Von 1978 bis 1985 war er wissenschaftlicher Assistent, später Oberassistent am Lehrstuhl Staatsrecht kapitalistischer Staaten und promovierte 1982.
Im September 1985 erhielt Scharfenberg nach Aussagen seines Führungsoffiziers die Verdienstmedaille der DDR. Scharfenberg selbst behauptet, er habe die Medaille nicht als Anerkennung für seine Tätigkeit als inoffizieller Mitarbeiter der Staatssicherheit, sondern für besondere Verdienste im Ehrenamt erhalten.
Scharfenberg war von 1986 bis Mitte 1989 stellvertretender Sekretär der SED-Grundorganisation an der Akademie für Staats- und Rechtswissenschaft der DDR. Von 1991 bis 2004 war er Mitarbeiter der PDS-Landtagsfraktion im Landtag Brandenburg, insbesondere mit der Zuständigkeit für den Bereich Innen- und Rechtspolitik.
Hans-Jürgen Scharfenberg ist verheiratet und Vater von drei Kindern.

## Politik
Scharfenberg trat 1974 der SED bei. Seit 1990 ist er Mitglied der Stadtverordnetenversammlung Potsdam und wurde 1995 Vorsitzender der dortigen PDS-Fraktion. 2002 kandidierte er für das Amt des Oberbürgermeisters der Stadt Potsdam, unterlag jedoch in der Stichwahl Jann Jakobs (SPD).
Bei der Landtagswahl 2004 zog Scharfenberg über die Landesliste in den Landtag Brandenburg ein. Er war dort Vorsitzender des Ausschusses für Inneres sowie innenpolitischer Sprecher seiner Fraktion.
Im Januar 2008 wurde bekannt, dass eine Mitarbeiterin seines Wahlkreisbüros verdeckt recherchierenden Journalisten des ZDF Ratschläge gab, wie man als Empfänger von Arbeitslosengeld II anrechnungspflichtige Einkünfte versteckt und Sozialleistungen erschleicht.
Scharfenberg gewann bei der Brandenburgischen Landtagswahl 2009 das Direktmandat im Landtagswahlkreis Potsdam II (Wahlkreis 22).
2010 kandidierte Scharfenberg erneut für das Amt des Potsdamer Oberbürgermeisters. Im ersten Wahlgang am 19. September 2010 erreichte er mit 33,1 Prozent den zweiten Platz hinter Amtsinhaber Jann Jakobs (SPD). Bei der Stichwahl am 3. Oktober unterlag Scharfenberg seinem Konkurrenten mit einem Ergebnis von 39,2 Prozent zu 60,8 Prozent der Stimmen.
Nach seinem Austritt zu Jahresende 2023 aus der Partei Die Linke trat Scharfenberg nach eigenen Angaben am 1. Mai 2024 in das Bündnis Sahra Wagenknecht ein.

## Mitarbeiter der Staatssicherheit
Seit 1978 war Scharfenberg als IM-Vorlauf „Johnson“ beim Ministerium für Staatssicherheit der DDR registriert. Eine Verpflichtungserklärung als Inoffizieller Mitarbeiter (IM) „Hans-Jürgen“ unterschrieb er 1980. Scharfenberg berichtete regelmäßig über Kollegen, Vorgesetzte und Nachbarn. Er wurde als ehrlich und aufrichtig dem MfS gegenüber eingeschätzt und forderte, dass die ausreisewilligen politischen Gegner mit „geeigneten Mitteln“ bekämpft werden müssen. Zudem soll Scharfenberg über „homosexuelle Neigungen“ von Arbeitskollegen und „Exzessen mit Frauen“ im Umfeld der Akademie für Staats- und Rechtswissenschaft berichtet haben. Vom Dienst entbunden wurde Scharfenberg 1985, weil er zu diesem Zeitpunkt hauptamtlich im Apparat der SED tätig wurde. 1992 hatte er versucht, seine Enttarnung zu verhindern, indem er eine Stasi-Überprüfung verweigerte. Scharfenberg legte seine MfS-Tätigkeit 1995 offen, als er Fraktionsvorsitzender in der Potsdamer Stadtverordnetenversammlung wurde, ohne jedoch Details zu seiner Zusammenarbeit zu nennen. Im Zuge seiner Kandidatur zum Oberbürgermeisteramt in Potsdam forderte die Partei Die Linke einen Nachweis von Scharfenberg, dass dieser seine Stasi-Tätigkeit tatsächlich gemäß einem Parteitagsbeschluss der PDS von 1991 offengelegt habe.
Mit Hinblick auf seine 300 Seiten umfassende Stasi-Akte riet ihm die Brandenburger Diktatur-Beauftragte Ulrike Poppe von einer Kandidatur zur Oberbürgermeisterwahl ab, da „jemand, der so eine Vergangenheit hat, […] sich fragen [sollte], welches Signal das für die politische Kultur bedeutet“. Die Vereinigung der Opfer des Stalinismus (VOS) warnte unter dem Motto „Potsdamer, lasst Euch nicht linken!“ vor einer Wahl Scharfenbergs.

## Sonstiges
Scharfenberg ist ehrenamtlicher Vorsitzender der Abteilung Volleyball beim SC Potsdam.